# Гурвиц, Айзик
Айзик Гурвиц (идиш אײַזיק הורװיץ‎; 19 декабря 1885, Дубоссары, Тираспольский уезд, Херсонская губерния — после 1965, Кфар-Гилади, Израиль) — еврейский писатель, журналист и прозаик, публицист (идиш, иврит), театральный режиссёр, работавший главным образом в Австралии.

## Биография
Учился в хедере в Дубоссарах и с частными учителями. Когда ему было шесть лет, его отец скоропостижно скончался, семья бедствовала и в пятнадцатилетнем возрасте Айзик Гурвиц был вынужден бросить учёбу и начать работать. Был участником первой сионистской организации в Дубоссарах, затем жил в Одессе и Сибири, служил в Русской армии. В 1907 году эмигрировал в Палестину, работал в различных поселениях. В начале 1910 года уехал в Австралию, работал на фабрике в Мельбурне, потом на золотодобыче на западе страны. Вернувшись в Мельбурн без средств к существованию, поменял множество профессий, был режиссёром в нескольких театральных компаниях на идише и иврите, сооснователем культурного общества и национальной библиотеки «Кадима» (1911).
В 1912—1918 годах жил в Чикаго и Нью-Йорке, участвовал в рабочем движении под эгидой социалистической партии и организации «Дер арбетер-ринг». Присоединился в Еврейскому легиону и воевал на фронтах Первой мировой войны в Палестине. После демобилизации обосновался на некоротое время в Яффе, потом жил в Найроби (Кения в Британской Западной Африке), где работал в больнице, в 1921 году вернулся в Австралию. В 1951 году уехал в Израиль, где жил оставшиеся годы.
Дебютировал на иврите в газете «Ха-Цфира» (Варшава, 1903) публицистикой и документальной прозой на тему Дубоссарского погрома. Публиковался в периодических изданиях на обоих еврейских языках, в том числе «Дер фрайнд» (Варшава), «Шикагер форвертс» (Чикаго), «Идише арбетер-велт» (Чикаго), «Идише газете» (Нью-Йорк), «Ойстралише идише найес» (Мельбурн). Стал сооснователем газеты «Ойстралиер лебн» (австралийская жизнь) — одной из двух ежедневных газет Австралии на идише. Во втором томе «Австралийского еврейского альманаха» (Ойстралиш-идишер альманах) вышла его работа о зарождении еврейской культурной жизни в Австралии. Книга «Дос тог-бух фун а идишн легионер» (дневник еврейского легионера) была опубликована в «Идише арбетер-велт» в Чикаго; «Воспоминания золотодобытчика» (Ди зихройнэс фун а голд-гребер) вышли в нью-йоркской «Идише газете». Книга воспоминаний «Майн лебн» (Моя жизнь) была издана в Буэнос-Айресе в 1965 году. Помимо собственного имени, публиковался под псевдонимом «Балакил».

## Книги
- מײַן לעבן: אױטאָביִאָגראַפֿיִע פֿון אַ ייִד אַ װאַנדערער (майн лебн: ойтобиографие фун а ид а вандерер — моя жизнь: автобиография еврея-странника). Буэнос-Айрес: Бридер Вертхейн (братья Вертхейн), 1965. — 301 стр.[4]

## Галерея
- Фотопортрет с женой Хаей и сыном (Мельбурн, 1931)